# Jobst Heimardt von Lenthe
Jobst Heimardt von Lenthe oder Jobst Heimart von Lenthe (* 1593 in Rehburg; † Anfang 1648 ebenda) war Mitglied der Fruchtbringenden Gesellschaft.

## Leben
Jobst Heimardt von Lenthe entstammte dem niedersächsischen Uradelsgeschlecht von Lenthe und war der älteste von 5 Söhnen des Kurd von Lenthe (1559–1624) und dessen Ehefrau Anna von Marenholz.
Er immatrikulierte sich am 29. Mai 1607 an der Universität in Helmstedt. Nach dem Studium der vier Künste wurde er 1622 zum Kammerjunker berufen; 1625 zusätzlich zum Vizestallmeister. 1628 avancierte er zum Stallmeister. Dieses Amt bekleidet er bis zum Jahr 1643. Mit diesem Amt wechselte er dann an den Hof von Herzog August d. J. von Braunschweig-Wolfenbüttel.
Von Lenthe begleitete im Jahr 1642 Fürst Ludwig I. von Anhalt-Köthen auf dessen norddeutscher Reise. Anlässlich eines Besuchs am Plöner Hof bei Herzog Joachim Ernst von Schleswig-Holstein-Sonderburg-Plön nahm Fürst Ludwig den Herzog und auch von Lenthe als Mitglied in die Fruchtbringende Gesellschaft auf.
Als Mitglied dieser Gesellschaft trug Jobst Heimardt von Lenthe den Namen der Schönblühende und als Motto wurde ihm Jede drey jahr verliehen; als Gemälde das Zwiebelgewächs Giuoca (Yucca gloriosa L.). Im Köthener Gesellschaftsbuch ist Lenthe unter der Nr. 384 verzeichnet. Dort findet sich auch das Reimgesetz, welches Lenthe anlässlich seiner Initiierung verfasst hat.
Man find ein schön gewächs’ der Zwiebelblumen art
Das Giuoca wird genant: Schönblühend man geheißen
Mich jeder drey jahr hat, wie dis gewächse spart,
So lange seine blüht: Also man den hoch preisen
Sol, der sein hertz’ allein Zur tugent hat gekart,
Und die Vor jnnerlich und eußerlich wil weisen
Er hat zu sparen doch damit gar keine Zeit
Das frucht Zu bringen er sey nimmerdar bereit.